# Championnats d'Europe d'athlétisme 1946
Navigation
Les Championnats d'Europe d'athlétisme de 1946, les 3e, ont eu lieu du 22 août au 25 août 1946 à Oslo, en Norvège.

## Résultats

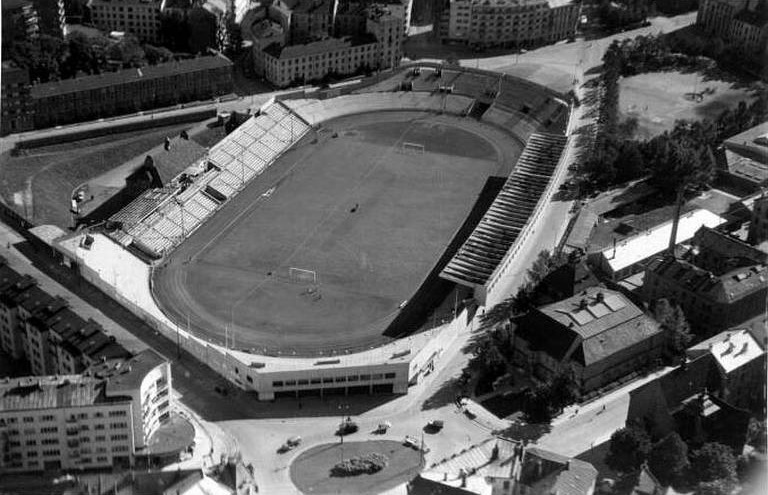
Le Bislett stadion d'Oslo, à la fin des années 1940.

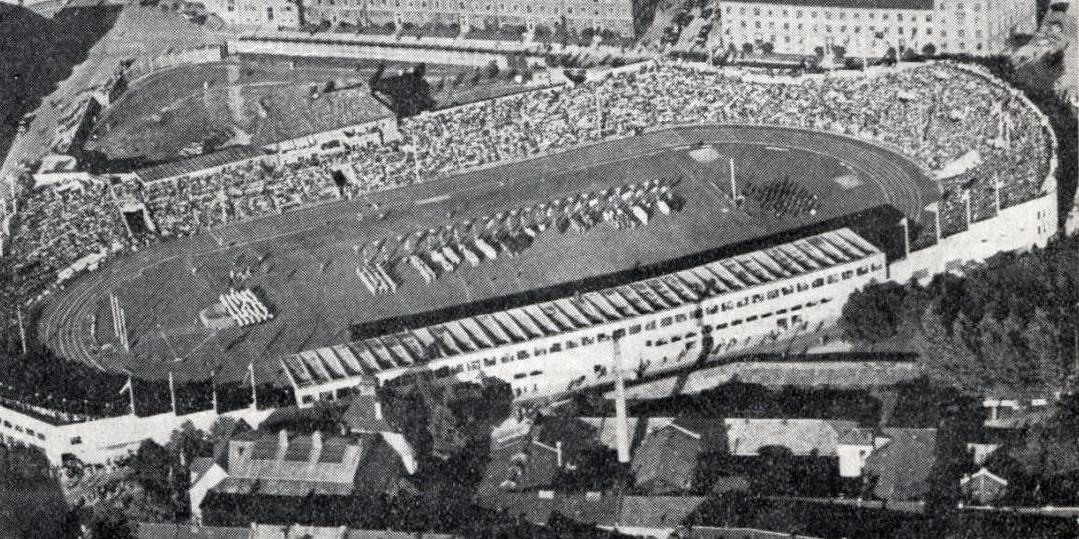
Le Bislett stadion d'Oslo, en 1946.

### Hommes
| 100 m | John Archer 10 s 6                                                              | Haakon Tranberg 10 s 7                                                        | Carlo Monti 10 s 8                                                                |
| 200 m | Nikolay Karakulov 21 s 6                                                        | Haakon Tranberg 21 s 7                                                        | Jiří David 21 s 8                                                                 |
| 400 m | Niels Holst Sörensen 47 s 9                                                     | Jacques Lunis 48 s 3                                                          | Derek Pugh 48 s 9                                                                 |
| 800 m | Rune Gustafsson 1 min 51 s 0                                                    | Niels Holst Sörensen 1 min 51 s 1                                             | Marcel Hansenne 1 min 51 s 2                                                      |
| 1 500 m | Lennart Strand 3 min 48 s 0 (CR)                                                | Henry Eriksson 3 min 48 s 8                                                   | Erik Jørgensen 3 min 52 s 8                                                       |
| 5 000 m | Sydney Wooderson 14 min 08 s 6 (CR)                                             | Willem Slijkhuis 14 min 14 s 0                                                | Evert Nyberg 14 min 23 s 2                                                        |
| 10 000 m | Viljo Heino 29 min 52 s 0 (CR)                                                  | Helge Perälä 30 min 31 s 4                                                    | András Csaplár 30 min 35 s 2                                                      |
| Marathon | Mikko Hietanen 2 h 24 min 55 s                                                  | Väinö Muinonen 2 h 26 min 08 s                                                | Yakov Punko 2 h 26 min 21                                                         |
| 10 000 m marche | John Mikaelsson 46 min 05 s 2                                                   | Fritz Schwab 47 min 03 s 6                                                    | Émile Maggi 48 min 10 s 4                                                         |
| 50 km marche | John Ljunggren 4 h 38 min 20 s (CR)                                             | Henry Forbes 4 h 42 min 58 s                                                  | Charles Megnin 4 h 57 min 04 s                                                    |
| 110 m haies | Håkan Lidman 14 s 6                                                             | Hippolyte Braekman 14 s 9                                                     | Väinö Suvivuo 15 s 0                                                              |
| 400 m haies | Bertel Storskrubb 52 s 2 (CR)                                                   | Sixten Larsson 52 s 4                                                         | Rune Larsson 52 s 5                                                               |
| 3 000 m steeple | Raphaël Pujazon 9 min 01 s 4 (CR)                                               | Erik Elmsäter 9 min 11 s 0                                                    | Tore Sjöstrand 9 min 14 s 0                                                       |
| 4 × 100 m | Suède Stig Danielsson Inge Nilsson Olle Laessker Stig Håkansson 41 s 5          | France Agathon Lepève Julien Le Bas Pierre Gonon René Valmy 42 s 0            | Tchécoslovaquie Mirko Paráček Leopold Láznička Miroslav Řihošek Jiří David 42 s 2 |
| 4 × 400 m | France Bernard Santona Yves Cros Robert Chef d'hôtel Jacques Lunis 3 min 14 s 4 | Royaume-Uni Ronald Ede Derek Pugh Bernard Elliot William Roberts 3 min 14 s 5 | Suède Folke Alnevik Stig Lindgård Sven-Erik Nolinge Tore Sten 3 min 15 s 0        |
| Saut en hauteur | Anton Bolinder 1,99 m                                                           | Alan Paterson 1,96 m                                                          | Nils Nicklén 1,93 m                                                               |
| Saut à la perche | Allan Lindberg 4,17 m (CR)                                                      | Nikolay Ozolin 4,10 m                                                         | Jan Bém 4,10 m                                                                    |
| Saut en longueur | Olle Laessker 7,42 m                                                            | Lucien Graff 7,40 m                                                           | Miroslav Řihošek 7,29 m                                                           |
| Triple saut | Valdemar Rautio 15,17 m                                                         | Bertil Johnsson 15,15 m                                                       | Arne Åhman 14,96 m                                                                |
| Lancer du poids | Gunnar Huseby 15,56 m                                                           | Dmitriy Goryainov 15,25 m                                                     | Yrjö Lehtilä 15,23 m                                                              |
| Lancer du disque | Adolfo Consolini 53,23 m (CR)                                                   | Giuseppe Tosi 50,39 m                                                         | Veikko Nyqvist 48,14 m                                                            |
| Lancer du marteau | Bo Ericson 56,44 m                                                              | Eric Johansson 53,54 m                                                        | Duncan Clark 51,32 m                                                              |
| Lancer du javelot | Lennart Atterwall 68,74 m                                                       | Yrjö Nikkanen 67,50 m                                                         | Tapio Rautavaara 66,40 m                                                          |
| Décathlon | Godtfred Holmvang 6 987 pts                                                     | Sergey Kuznetsov 6 930 pts                                                    | Göran Waxberg 6 504 pts                                                           |
| Records et Performances - AR : Record continental (area record) - CR : Record des championnats (championship record) - MR : Record du meeting (meet record) - NR : Record national (national record) - OR : Record olympique (olympic record) - PR : Record paralympique (paralympic record) - PB : Record personnel (personal best) - SB : Meilleure performance personnelle de la saison (season's best) - WL : Meilleure performance mondiale de l'année (world leader) - WJR : Record du monde junior (world junior record) - WR : Record du monde (world record) Circonstances et Conditions - DNF : N'a pas terminé (did not finish) - DNS : N'a pas pris le départ (did not start) - DQ : Disqualification (disqualification) - NM : Aucun essai valable enregistré (No Mark) - Q : Qualifié « directement » au prochain tour (ou à la prochaine compétition), lors d'une compétition majeure, grâce au classement ou à la réalisation des minima (automatic qualifier) - q : Qualifié au prochain tour (ou à la prochaine compétition), lors d'une compétition majeure, grâce au repêchage ou à la réalisation de l'une des meilleures performances parmi celles des « non qualifiés directement » (grâce au meilleur temps ou à la meilleure distance par exemple) (secondary qualifier) |                                                                                 |                                                                               |                                                                                   |

### Femmes
| 100 m | Yevgeniya Sechenova 11 s 9 (CR)                                                                  | Winifred Jordan 12 s 1                                                       | Claire Brésolles 12 s 2                                                                        |
| 200 m | Yevgeniya Sechenova 25 s 4                                                                       | Winifred Jordan 25 s 6                                                       | Léa Caurla 25 s 6                                                                              |
| 80 m haies | Fanny Blankers-Koen 11 s 8                                                                       | Elene Gokieli 11 s 9                                                         | Valentina Fokina 11 s 9                                                                        |
| 4 × 100 m | Pays-Bas Gerda van der Kade-Koudijs Netty Witziers-Timmer Marta Adema Fanny Blankers-Koen 47 s 8 | France Léa Caurla Anne-Marie Colchen Claire Brésolles Monique Drilhon 48 s 5 | Union soviétique Yevgeniya Sechenova Valentina Fokina Elene Gokieli Valentina Vasilyeva 48 s 7 |
| Saut en hauteur | Anne-Marie Colchen 1,60 m                                                                        | Aleksandra Chudina 1,57 m                                                    | Anne Iversen 1,57 m                                                                            |
| Saut en longueur | Gerda van der Kade-Koudijs 5,67 m                                                                | Lidija Gaile 5,67 m                                                          | Valentina Vasilyeva 5,63 m                                                                     |
| Lancer du poids | Tatyana Sevryukova 14,16 m (CR)                                                                  | Micheline Ostermeyer 12,84 m                                                 | Amelia Piccinini 12,22 m                                                                       |
| Lancer du disque | Nina Dumbadze 44,21 m                                                                            | Ann Niesink 40,46 m                                                          | Jadwiga Wajs 39,37 m                                                                           |
| Lancer du javelot | Klavdiya Mayuchaya 46,25 m (CR)                                                                  | Lyudmila Anokhina 45,84 m                                                    | Johanna Koning 43,24 m                                                                         |
| Records et Performances - AR : Record continental (area record) - CR : Record des championnats (championship record) - MR : Record du meeting (meet record) - NR : Record national (national record) - OR : Record olympique (olympic record) - PR : Record paralympique (paralympic record) - PB : Record personnel (personal best) - SB : Meilleure performance personnelle de la saison (season's best) - WL : Meilleure performance mondiale de l'année (world leader) - WJR : Record du monde junior (world junior record) - WR : Record du monde (world record) Circonstances et Conditions - DNF : N'a pas terminé (did not finish) - DNS : N'a pas pris le départ (did not start) - DQ : Disqualification (disqualification) - NM : Aucun essai valable enregistré (No Mark) - Q : Qualifié « directement » au prochain tour (ou à la prochaine compétition), lors d'une compétition majeure, grâce au classement ou à la réalisation des minima (automatic qualifier) - q : Qualifié au prochain tour (ou à la prochaine compétition), lors d'une compétition majeure, grâce au repêchage ou à la réalisation de l'une des meilleures performances parmi celles des « non qualifiés directement » (grâce au meilleur temps ou à la meilleure distance par exemple) (secondary qualifier) |                                                                                                  |                                                                              |                                                                                                |

## Tableau des médailles
| Rang | Nation           | Or | Argent | Bronze | Total |
| ---- | ---------------- | -- | ------ | ------ | ----- |
| 1    | Suède            | 11 | 5      | 6      | 22    |
| 2    | Union soviétique | 6  | 7      | 4      | 17    |
| 3    | Finlande         | 4  | 3      | 5      | 12    |
| 4    | France           | 3  | 4      | 4      | 11    |
| 5    | Pays-Bas         | 3  | 2      | 1      | 6     |
| 6    | Royaume-Uni      | 2  | 5      | 3      | 10    |
| 7    | Norvège          | 1  | 2      | 0      | 3     |
| 8    | Danemark         | 1  | 1      | 2      | 4     |
| 8    | Italie           | 1  | 1      | 2      | 4     |
| 10   | Islande          | 1  | 0      | 0      | 1     |
| 11   | Suisse           | 0  | 2      | 0      | 2     |
| 12   | Belgique         | 0  | 1      | 0      | 1     |
| 13   | Tchécoslovaquie  | 0  | 0      | 4      | 4     |
| 14   | Hongrie          | 0  | 0      | 1      | 1     |
| 14   | Pologne          | 0  | 0      | 1      | 1     |